# 5546 Salavat
Az 5546 Salavat (ideiglenes jelöléssel 1979 YS) a Naprendszer kisbolygóövében található aszteroida. Henri Debehogne fedezte fel 1979. december 18-án.